# European Champions Cup 2011 (hockey in-line)
L'European Champions Cup 2011 è stata la 9ª edizione della massima competizione europea per squadre di club di hockey in-line. È stata disputata dal 25 al 27 novembre 2011 ad Valladolid in Spagna.
Il CPL Valladolid si è aggiudicato il trofeo per la seconda volta nella sua storia sconfiggendo in finale l'Artzak d'Anglet.

## Squadre partecipanti
Direttamente qualificate all'European Champions Cup:
- Artzak d'Anglet
- Edera Trieste
- CPL Valladolid
- Razorbacks Zug

Qualificate dalla Confederation Cup:
- Diables Rethelois
- Hawks d’Angers
- Espanya Maiorca
- Laupersdorf

## Partite

### Quarti di finale
| Valladolid 25 novembre 2011 | Edera Trieste | 2 – 4 | Hawks d’Angers |  |

| Valladolid 25 novembre 2011 | Espanya Maiorca | 3 – 2 | Artzak d'Anglet |  |

| Valladolid 25 novembre 2011 | CPL Valladolid | 9 – 1 | Laupersdorf |  |

| Valladolid 25 novembre 2011 | Diables Rethelois | 5 – 0 | Razorbacks Zug |  |

### Girone 5º posto
| Squadra         | Pt | G | V | N | P | GF | GS | DR  |
| --------------- | -- | - | - | - | - | -- | -- | --- |
| Espanya Maiorca | 4  | 2 | 1 | 1 | 0 | 19 | 5  | +14 |
| Edera Trieste   | 4  | 2 | 1 | 1 | 0 | 16 | 8  | +8  |
| Laupersdorf     | 0  | 2 | 0 | 0 | 2 | 3  | 25 | -22 |

| Valladolid 26 novembre 2011 | Espanya Maiorca | 5 – 5 | Edera Trieste |  |

| Valladolid 26 novembre 2011 | Espanya Maiorca | 14 – 0 | Laupersdorf |  |

| Valladolid 26 novembre 2011 | Edera Trieste | 11 – 3 | Laupersdorf |  |

### Semifinali 1º / 4º posto
| Valladolid 26 novembre 2011 | Artzak d'Anglet | 3 – 2 | Hawks d’Angers |  |

| Valladolid 26 novembre 2011 | Diables Rethelois | 0 – 2 | CPL Valladolid |  |

### Finale 3º posto
| Valladolid 27 novembre 2011 | Diables Rethelois | 5 – 4 | Hawks d’Angers |  |

### Finale 1º posto
| Valladolid 27 novembre 2011 | Artzak d'Anglet | 0 – 2 | CPL Valladolid |  |